# الحرب الأهلية المجرية (1264–1265)

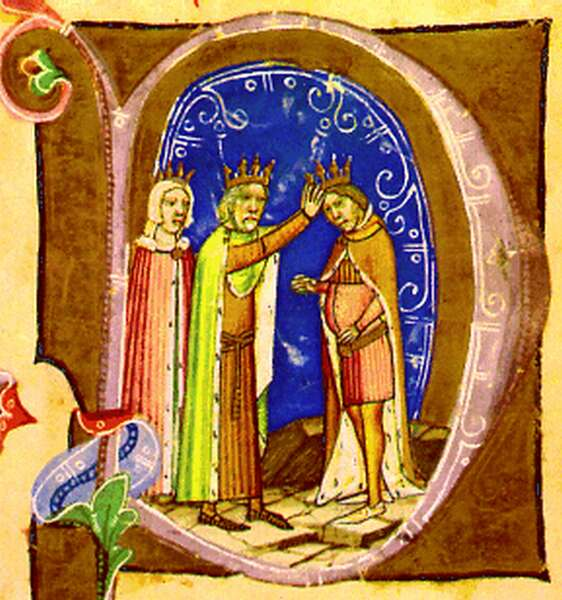
تظهر هذه الصورة تتويج ستيفن الخامس ملك المجر.

الحرب الأهلية المجرية (1264–1265)، كانت صراعًا أسريًا قصيرًا بين الملك بيلا الرابع ملك المجر وابنه الدوق ستيفن في مطلع عام 1264 إلى عام 1265.
أصبحت علاقة بيلا مع ابنه الأكبر ووريثه ستيفن، متوترة في أوائل ستينيات القرن الثاني عشر، لأن الملك المسن فضل ابنته آنا وأصغر أطفاله، بيلا، دوق سلافونيا. اتهم ستيفن بيلا بالتخطيط لحرمانه من الميراث. بعد مناوشة قصيرة، أجبر ستيفن والده على التنازل عن جميع أراضي مملكة المجر شرق نهر الدانوب له واعتمد لقب الملك الأصغر في عام 1262. ومع ذلك، ظلت علاقتهما متوترة، مما تسبب في حرب أهلية بحلول نهاية عام 1264. أدى الصراع إلى انتصار ستيفن على جيش والده الملكي. وعقدوا معاهدة سلام عام 1266، والتي فشلت في استعادة الثقة بينهم. توفي بيلا عام 1270. وكانت الحرب الأهلية التي دارت رحاها بين عامي 1264 و1265 أحد الأسباب التي أدت إلى ظهور الفوضى الإقطاعية في المجر خلال العقود الأخيرة من القرن الثالث عشر.
نادرًا ما تذكر المصادر الحرب الأهلية. تسجل رسائل التبرع والتلميحات السطحية من المجر والسجلات النمساوية بإيجاز بعض الأحداث لكن من دون سياق. وبالتالي، يوجد العديد من عمليات إعادة البناء التاريخية للتسلسل الزمني للحرب الأهلية. تتبع هذه المقالة إعادة البناء الأكثر قبولًا للأحداث التي جمعها المؤرخ أتيلا زولدوس في عمله، وهي الدراسة الوحيدة عن الصراع بين بيلا الرابع وستيفن.

## خلفية

### التغيرات الاجتماعية
عندما اعتلى بيلا الرابع العرش المجري عام 1235، أعلن أن هدفه الأساسي هو «استعادة الحقوق الملكية والوضع الذي كان قائمًا في البلاد» في عهد جده بيلا الثالث. أنشأ لجانًا خاصة راجعت جميع المواثيق الملكية لمنح الأراضي التي قُدمت بعد عام 1196. أدى إلغاء الملك للتبرعات السابقة إلى نفور العديد من رعاياه منه.
دمر الغزو المغولي الأول للمجر (1241-1242) جزءًا كبيرًا من المملكة. وكان ذلك شديدًا بشكل خاص في السهول الواقعة شرق نهر الدانوب، حيث أُخليت نصف القرى على الأقل من السكان. كان الاستعداد لغزو مغولي جديد هو الشغل الشاغل لسياسة بيلا. في رسالة 1247 إلى البابا إنوسنت الرابع، أعلن بيلا خطته لتعزيز نهر الدانوب بحصون جديدة. وتخلى عن الامتياز الملكي القديم في بناء وامتلاك القلاع، وشجع على بناء حوالي 100 حصن جديد بحلول نهاية عهده. قدم بيلا منحًا للأراضي في مناطق الغابات. في المقابل، أُجبر ملاك الأراضي الجدد على تجهيز فرسان مدرعين بشدة للخدمة في الجيش الملكي. لتعويض أولئك الذين لقوا حتفهم أثناء الغزو المغولي، شجع بيلا الاستعمار. وصل الألمان والمورافيون والبولنديون والروثينيون وغيرهم من «الضيوف» من البلدان المجاورة واستقروا في مناطق خالية من السكان أو ذات كثافة سكانية منخفضة. وأقنع الكومان، الذين غادروا المجر عام 1241، بالعودة والاستقرار في السهول على طول نهر تيسا.

### علاقة متوترة
ولد ستيفن الابن الأكبر للملك بيلا عام 1239. ويذكر الميثاق الملكي لعام 1246 ستيفن بأنه «ملك ودوق سلافونيا». على ما يبدو، في العام السابق، توج بيلا ابنه ملكًا، وأعلنه وريثًا واضحًا له. لقد منح ستيفن الأراضي الواقعة بين نهر درافا والبحر الأدرياتيكي. منذ عام 1245، حكم الشاب ستيفن اسميًا مقاطعات كرواتيا ودالماتيا وسلافونيا. عندما بلغ ستيفن سن الرشد عام 1257، عينه والده دوق ترانسيلفانيا. لم يدم حكم ستيفن هناك طويلًا، لأن والده نقله إلى ستيريا عام 1258. لم يكن حكمه شعبيًا في ستيريا. بدعم من الملك أوتوكار الثاني ملك بوهيميا، تمرد اللوردات المحليون ضد الإدارة المجرية. على الرغم من أن ستيفن حقق نجاحات مهمة خلال الحرب في بوهيميا، لكنه هُزم هو وجيش الملك بيلا في معركة كريسنبرون الحاسمة في 12 يوليو 1260، ويرجع ذلك أساسًا إلى وصول القوات الرئيسية تحت قيادة بيلا متأخرة. ستيفن، الذي كان يقود الحرس المتقدم، بالكاد نجا من ساحة المعركة. أنهى سلام فيينا، الذي وقع عليه المتصارعون في 31 مارس 1261، الصراع بين المجر وبوهيميا، مما أجبر بيلا الرابع على التنازل عن ستيريا لصالح أوتوكار الثاني. عاد ستيفن إلى ترانسيلفانيا وحكمها للمرة الثانية بعد رحيلهم من ستيريا.